# Aphalara loca
Aphalara loca är en insektsart som först beskrevs av Caldwell 1937.  Aphalara loca ingår i släktet Aphalara och familjen rundbladloppor. Inga underarter finns listade i Catalogue of Life.